# Elena Runggaldier
Elena Runggaldier (Bolzano, 10 luglio 1990) è un'ex saltatrice con gli sci italiana.
Tra le prime atlete a praticare il salto con gli sci nel proprio paese, è altresì la saltatrice italiana più vincente di tutti i tempi (ed è tra le più vincenti anche in rapporto all'ambito maschile), avendo conquistato medaglie ai mondiali, ai mondiali giovanili, alle Universiadi, oltre a diversi titoli nazionali e altri risultati prestigiosi nelle principali rassegne di gara internazionali.

## Biografia

### Infanzia e primi anni

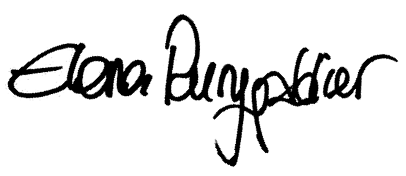
L'autografo di Elena Runggaldier.

Nata a Bolzano nel 1990 e residente a Soplases (frazione del comune di Santa Cristina Valgardena), Elena Runggaldier è figlia secondogenita di Carl Runggaldier e Emanuela Wanker. Ha un fratello maggiore (Benjamin, allenatore di salto con gli sci), un fratello ed una sorella minori (Mattia, classe 1992, nazionale italiano di combinata nordica, e Anna, nata nel 1997, a sua volta cimentatasi nel salto per un breve periodo).
Si dedicò all'attività sportiva fin da giovanissima, tesserandosi per lo Sci Club Gardena e praticando inizialmente lo sci di fondo; nel 2002 l'allenatore Romed Moroder (che proprio in quell'anno aveva iniziato a creare una squadra femminile di salto con gli sci, sport che prima d'allora in Italia era praticato solo in campo maschile) la convinse a passare alla nuova disciplina. Nel 2003 entrò a far parte della nazionale italiana.

### Stagioni 2003-2010
Tra il 2003 e il 2004 prese parte a cinque gare FIS, cogliendo come miglior risultato un 12º posto a Klingenthal il 20 febbraio 2004.
Il 16 gennaio 2005 debuttò in Coppa Continentale (massimo circuito di gare di salto femminile prima dell'istituzione della Coppa del Mondo, avvenuta nel 2012) nella tappa di Planica (Slovenia), che chiuse al 23º posto. Nel corso della stagione raccolse 126 punti, chiudendo al 19º posto la classifica generale.
Nella stagione 2005-2006 ottenne come miglior risultato in Coppa Continentale un quarto posto a Baiersbronn, chiudendo la stagione al 22º posto con 193 punti. Vinse poi la medaglia di bronzo ai mondiali juniores di Kranj.
Nella stagione 2006-2007 conquistò un settimo posto nella tappa estiva di Coppa Continentale di Klingenthal; nel corso della stagione invernale ottenne come miglior risultato un nono posto a Dobbiaco, terminando 28^ con 166 punti in classifica generale. Chiuse poi al nono posto i mondiali juniores di Tarvisio.
L'annata seguente (2007-2008) vide la Runggaldier chiudere 23^ con 176 punti in Coppa Continentale (ove il miglior risultato fu un sesto posto a Schonach). Il risultato di maggior rilievo fu tuttavia l'argento conquistato ai mondiali juniores di Zakopane.
Nel corso della stagione 2008-2009, per quanto riguarda la Coppa Continentale, ottenne come migliori risultati un quarto posto nella tappa estiva di Liberec e un 11º posto nella tappa invernale di Vancouver. In classifica finale chiuse 31^ con 107 punti. Nel 2009 prese altresì parte ai mondiali juniores di Strbske Pleso, terminando 13^, e ai mondiali assoluti di Liberec (i primi a prevedere una competizione di salto femminile), che chiuse al 32º posto. Nello stesso anno fu arruolata nei Gruppi Sportivi Fiamme Gialle.
La stagione 2009-2010 vide come migliori risultati quattro quinti posti (uno a Bischofsgruen per la fase estiva, uno a Baiersbronn e due a Ljubno per quella invernale) chiudendo la classifica generale 18^ con 238 punti. Il risultato più prestigioso fu bensì la medaglia d'oro ai mondiali juniores di Hinterzarten.

### Stagioni 2010-2020

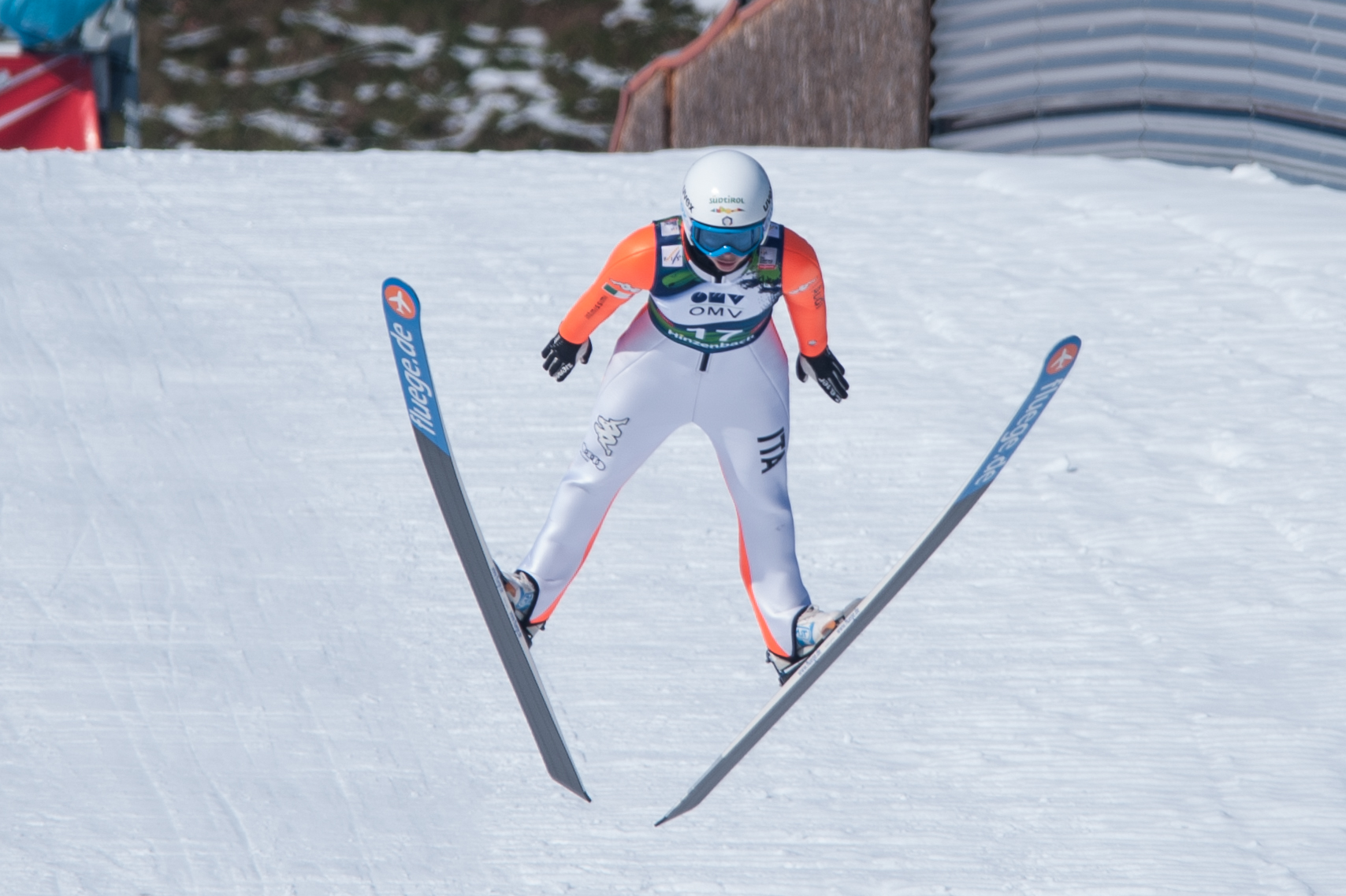
Elena Runggaldier impegnata in un salto a Hinzenbach nel 2015.

Nella stagione 2010-2011 la Runggaldier ottenne la sua prima vittoria in Coppa Continentale, il 1º ottobre 2010 sul trampolino Ještěd di Liberec, nell'ultima tappa del circuito estivo. Nel circuito invernale ottenne un terzo posto a Zakopane, cui fece seguito l'oro alla XXV Universiade invernale di Erzurum. Un mese più tardi, ai Mondiali di Oslo (Norvegia), dopo essere stata portabandiera per il settore salto e combinata nella cerimonia d'apertura, la Runggaldier vinse la medaglia d'argento nella gara dal trampolino HS106, diventando la prima saltatrice italiana - anche in rapporto all'ambito maschile - a salire sul podio mondiale.
Nell'estate del 2011 prese parte a otto tappe del circuito estivo di Coppa Continentale, cogliendo come miglior risultato un settimo posto a Bischofsgruen; verso la fine dell'anno la Federazione Internazionale Sci istituì la Coppa del Mondo femminile, che iniziò il 3 dicembre a Lillehammer: nell'occasione la Runggaldier chiuse 24ª. Il miglior risultato arrivò nel febbraio 2012 a Hinzenbach, con un 17º posto; in classifica generale terminò 31^ con 73 punti.
Nella stagione seguente la Runggaldier ottenne il suo primo podio in Coppa del Mondo (il 23 novembre 2012 nella gara a squadre di Lillehammer), mentre a livello individuale il piazzamento migliore furono tre quinti posti, ottenuti a Ramsau, Sapporo e Oslo; in classifica generale chiuse 20^ con 205 punti. Prese poi parte ai Mondiali della Val di Fiemme, disputati sul trampolino di Predazzo, chiudendo 12^ la gara individuale e contribuendo al 7º posto dell'Italia nella competizione a squadre.
Nell'annata 2013-2014 la Runggaldier debuttò nei Grand Prix estivi, cogliendo come miglior risultato un sesto posto a Hinterzarten. In Coppa del Mondo raccolse 163 punti, che le valsero il 27º posto nella classifica finale; i migliori risultati furono un 13º posto a Hinzenbach e il 6° nella gara a squadre di Lillehammer. Convocata per i XXII Giochi olimpici invernali di Soči 2014 (i primi a prevedere una gara di salto femminile), chiuse 29ª dal trampolino normale. Ai Mondiali di Falun 2015 si è classificata 30ª nel trampolino normale e 9ª nella gara a squadre mista dal trampolino normale; ai successivi Mondiali di Lahti 2017 si è classificata 18ª nel trampolino normale e 7ª nella gara a squadre mista dal trampolino normale. Ai XXIII Giochi olimpici invernali di Pyeongchang 2018 si è classificata 33ª nel trampolino normale; l'anno dopo ai Mondiali di Seefeld in Tirol 2019 è stata 27ª nel trampolino normale, 8ª nella gara a squadre e 8ª nella gara a squadre mista.
Nel maggio 2020 annuncia il ritiro dall'agonismo; pochi mesi dopo ha sposato l'ex combinatista nordico francese François Braud.

## Palmarès

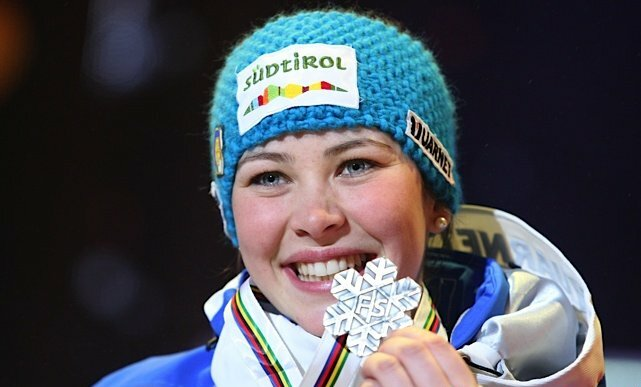
Elena Runggaldier con la medaglia d'argento vinta ai mondiali 2011.

### Mondiali
- 1 medaglia:
  - 1 argento (trampolino normale a Oslo 2011)

### Mondiali juniores
- 3 medaglie:
  - 1 oro (trampolino normale a Hinterzarten 2010)
  - 1 argento (trampolino normale a Zakopane 2008)
  - 1 bronzo (trampolino normale a Kranj 2006)

### Universiadi
- 1 medaglia:
  - 1 oro (trampolino normale a Erzurum 2011)

### Coppa del Mondo
- Miglior piazzamento in classifica generale: 16ª nel 2016
- 1 podio:
  - 1 terzo posto (gara a squadre)

### Coppa Continentale
- Miglior piazzamento in classifica generale: 12ª nel 2011
- 3 podi:
  - 1 vittoria
  - 2 terzi posti

#### Coppa Continentale - vittorie
| Data            | Località | Nazione   | Trampolino   |
| --------------- | -------- | --------- | ------------ |
| 1º ottobre 2010 | Liberec  | Rep. Ceca | Ještěd HS100 |

### Campionati italiani
- 9 medaglie[5]:
  - 4 ori (trampolino normale nel 2004; trampolino normale nel 2006; trampolino normale nel 2008; trampolino normale nel 2013)
  - 7 argenti (trampolino normale nel 2005; trampolino normale nel 2007; trampolino normale nel 2010; trampolino normale nel 2011; trampolino normale nel 2012; trampolino normale nel 2014)
  - 1 bronzo (trampolino normale nel 2009)

### Campionati italiani juniores
- 1 medaglia[5]:
  - 1 oro (trampolino normale nel 2010)